# San Ciprián (Oimbra)
San Ciprián (llamada oficialmente Santa Cruz de San Cibrao) es una parroquia y un lugar del municipio español de Oimbra, en la provincia de Orense, Galicia.

## Toponimia
La parroquia también es conocida por los nombres de Santa Cruz de San Cibran y Santa Cruz de San Ciprián.

## Organización territorial
La parroquia está formada por una entidad de población:
- San Cibrao

## Demografía
Gráfica demográfica del lugar y parroquia de San Ciprián según el INE español:
| Gráfica de evolución demográfica de San Ciprián entre 2000 y 2023 |
|                                                                   |
| Datos según el nomenclátor publicado por el INE.                  |